# Wereldbeker freestyleskiën 2019/2020
De wereldbeker freestyleskiën 2019/2020 (officieel: FIS World Cup Freestyle skiing) was een competitie voor freestyleskiërs die georganiseerd werd door de internationale skifederatie FIS. In de wereldbeker waren zowel voor mannen als voor vrouwen zes disciplines opgenomen (halfpipe, slopestyle, ski cross, aerials, moguls en dual moguls). Voor deze disciplines werden ieder afzonderlijk medailles uitgereikt, waarbij dual moguls en moguls als één discipline werden gerekend. Het seizoen begon op 6 september 2019 in het Nieuw-Zeelandse Cardrona en eindigde op 8 maart 2020 in het Russische Krasnojarsk.

## Mannen

### Wedstrijden
| Datum      | Plaats                | Onderdeel   | Eerste                       | Tweede                       | Derde                        |
| ---------- | --------------------- | ----------- | ---------------------------- | ---------------------------- | ---------------------------- |
| 07/09/2019 | Cardrona              | Halfpipe    | Birk Irving                  | Noah Bowman                  | Aaron Blunck                 |
| 03/11/2019 | Modena                | Big air     | Alexander Hall               | Birk Ruud                    | Andri Ragettli               |
| 23/11/2019 | Stubai                | Slopestyle  | Afgelast                     | Afgelast                     | Afgelast                     |
| 06/12/2019 | Val Thorens           | Skicross    | Kevin Drury                  | Youri Duplessis Kergomard    | Ryan Regez                   |
| 07/12/2019 | Val Thorens           | Skicross    | Kristofor Mahler             | Bastien Midol                | Jean-Frédéric Chapuis        |
| 07/12/2019 | Ruka                  | Moguls      | Mikaël Kingsbury             | Ikuma Horishima              | Walter Wallberg              |
| 13/12/2019 | Copper Mountain       | Halfpipe    | Aaron Blunck                 | David Wise                   | Noah Bowman                  |
| 14/12/2019 | Beijing               | Big air     | Birk Ruud                    | Teal Harle                   | Jesper Tjäder                |
| 14/12/2019 | Montafon              | Skicross    | Ryan Regez                   | Kristofor Mahler             | Brady Leman                  |
| 14/12/2019 | Thaiwoo               | Moguls      | Ikuma Horishima              | Mikaël Kingsbury             | Benjamin Cavet               |
| 15/12/2019 | Thaiwoo               | Dual moguls | Mikaël Kingsbury             | Benjamin Cavet               | Ikuma Horishima              |
| 17/12/2019 | Arosa                 | Skicross    | Kevin Drury                  | Viktor Andersson             | Alex Fiva                    |
| 21/12/2019 | Atlanta               | Big air     | Alexander Hall               | Antoine Adelisse             | Teal Harle                   |
| 21/12/2019 | Secret Garden         | Halfpipe    | Noah Bowman                  | Aaron Blunck                 | Lyman Currier                |
| 21/12/2019 | Shimao Lotus Mountain | Aerials     | Qi Guangpu                   | Jia Zongyang                 | Noé Roth                     |
| 22/12/2019 | Shimao Lotus Mountain | Aerials     | Qi Guangpu                   | Maksim Boerov                | Jia Zongyang                 |
| 21/12/2019 | Innichen              | Skicross    | Kevin Drury                  | Florian Wilmsmann            | Jonathan Midol               |
| 22/12/2019 | Innichen              | Skicross    | Joos Berry                   | Bastien Midol                | Jonas Lenherr                |
| 11/01/2020 | Font-Romeu            | Slopestyle  | Mark Hendrickson             | Jesper Tjäder                | Cody Laplante                |
| 18/01/2020 | Seiseralm             | Slopestyle  | Birk Ruud                    | Fabian Bösch                 | Colby Stevenson              |
| 18/01/2020 | Nakiska               | Skicross    | Reece Howden                 | Kevin Drury                  | Daniel Bohnacker             |
| 25/01/2020 | Tremblant             | Moguls      | Mikaël Kingsbury             | Ikuma Horishima              | Benjamin Cavet               |
| 25/01/2020 | Idre Fjäll            | Skicross    | Ryan Regez                   | Brady Leman                  | François Place               |
| 26/01/2020 | Idre Fjäll            | Skicross    | Daniel Bohnacker             | Kevin Drury                  | Ryan Regez                   |
| 31/01/2020 | Mammoth               | Slopestyle  | Andri Ragettli               | Colby Stevenson              | Deven Fagan                  |
| 01/02/2020 | Mammoth               | Halfpipe    | Aaron Blunck                 | Noah Bowman                  | Lyman Currier                |
| 01/02/2020 | Megève                | Skicross    | Kevin Drury                  | Bastien Midol                | Tim Hronek                   |
| 01/02/2020 | Calgary               | Moguls      | Mikaël Kingsbury             | Walter Wallberg              | Dmitri Reiherd               |
| 06/02/2020 | Deer Valley           | Moguls      | Ikuma Horishima              | Mikaël Kingsbury             | Felix Elofsson               |
| 07/02/2020 | Deer Valley           | Aerials     | Maksim Boerov                | Noé Roth                     | Ilja Boerov                  |
| 08/02/2020 | Deer Valley           | Dual moguls | Mikaël Kingsbury             | Benjamin Cavet               | Walter Wallberg              |
| 08/02/2020 | Feldberg              | Skicross    | Afgelast                     | Afgelast                     | Afgelast                     |
| 09/02/2020 | Feldberg              | Skicross    | Afgelast                     | Afgelast                     | Afgelast                     |
| 14/02/2020 | Calgary               | Halfpipe    | Gus Kenworthy                | Brendan McKay                | Birk Irving                  |
| 15/02/2020 | Calgary               | Slopestyle  | Andri Ragettli               | Colby Stevenson              | Nick Goepper                 |
| 15/02/2020 | Moskou                | Aerials     | Pavel Krotov                 | Noé Roth                     | Pavel Dik                    |
| 22/02/2020 | Minsk                 | Aerials     | Justin Schoenefeld           | Lewis Irving                 | Christopher Lillis           |
| 22/02/2020 | Tazawako              | Moguls      | Mikaël Kingsbury             | Dmitri Reiherd               | Laurent Dumais               |
| 23/02/2020 | Tazawako              | Dual moguls | Afgelast                     | Afgelast                     | Afgelast                     |
| 23/02/2020 | Sunny Valley          | Skicross    | Marc Bischofberger           | Kevin Drury                  | Arnaud Bovolenta             |
| 28/02/2020 | Almaty                | Aerials     | Christopher Lillis           | Pirmin Werner                | Pavel Dik                    |
| 01/03/2020 | Almaty                | Dual moguls | Ikuma Horishima              | Mikaël Kingsbury             | Laurent Dumais               |
| 29/02/2020 | Deštné                | Big air     | Antoine Adelisse             | Birk Ruud                    | Ulrik Samnøy                 |
| 07/03/2020 | Krasnojarsk           | Dual Moguls | Mikaël Kingsbury             | Thomas Gerken Schofield      | Bradley Wilson               |
| 08/03/2020 | Krasnojarsk           | Aerials     | Noé Roth                     | Pavel Krotov                 | Lewis Irving                 |
| 14/03/2020 | Veysonnaz             | Skicross    | Afgelast vanwege coronavirus | Afgelast vanwege coronavirus | Afgelast vanwege coronavirus |
| 14/03/2020 | Idre Fjäll            | Moguls      | Afgelast vanwege coronavirus | Afgelast vanwege coronavirus | Afgelast vanwege coronavirus |
| 15/03/2020 | Idre Fjäll            | Dual moguls | Afgelast vanwege coronavirus | Afgelast vanwege coronavirus | Afgelast vanwege coronavirus |
| 21/03/2020 | Silvaplana            | Slopestyle  | Afgelast vanwege coronavirus | Afgelast vanwege coronavirus | Afgelast vanwege coronavirus |

### Eindstanden
| Algemeen | Algemeen         | Algemeen | Algemeen |
| #        | Naam             | Land     | Punten   |
| -------- | ---------------- | -------- | -------- |
| 1        | Mikaël Kingsbury | CAN      | 94,00    |
| 2        | Noah Bowman      | CAN      | 73,00    |
| 3        | Aaron Blunck     | USA      | 72,00    |
| 4        | Kevin Drury      | CAN      | 69,82    |
| 5        | Ikuma Horishima  | JPN      | 63,90    |
| 6        | Birk Ruud        | NOR      | 62,00    |
| 7        | Birk Irving      | USA      | 55,14    |
| 8        | Noé Roth         | SUI      | 53,10    |
| 9        | Benjamin Cavet   | FRA      | 53,00    |
| 10       | Andri Ragettli   | SUI      | 48,00    |

| Skicross | Skicross          | Skicross | Skicross |
| #        | Naam              | Land     | Punten   |
| -------- | ----------------- | -------- | -------- |
| 1        | Kevin Drury       | CAN      | 768      |
| 2        | Ryan Regez        | SUI      | 454      |
| 3        | Brady Leman       | CAN      | 428      |
| 4        | Bastien Midol     | FRA      | 406      |
| 5        | Florian Wilmsmann | GER      | 342      |
| 6        | Kristofor Mahler  | CAN      | 336      |
| 7        | Joos Berry        | SUI      | 279      |
| 8        | Daniel Bohnacker  | GER      | 273      |
| 9        | François Place    | FRA      | 262      |
| 10       | Jonathan Midol    | FRA      | 259      |

| Big air | Big air          | Big air | Big air |
| #       | Naam             | Land    | Punten  |
| ------- | ---------------- | ------- | ------- |
| 1       | Birk Ruud        | NOR     | 310     |
| 2       | Alexander Hall   | USA     | 240     |
| 3       | Antoine Adelisse | FRA     | 188     |
| 4       | Teal Harle       | CAN     | 185     |
| 5       | Elias Syrja      | FIN     | 144     |
| 6       | Andri Ragettli   | SUI     | 134     |
| 7       | Jesper Tjäder    | SWE     | 125     |
| 8       | Ulrik Samnøy     | NOR     | 100     |
| 9       | Henrik Harlaut   | SWE     | 90      |
| 10      | Lukas Müllauer   | AUT     | 90      |

| Aerials | Aerials            | Aerials | Aerials |
| #       | Naam               | Land    | Punten  |
| ------- | ------------------ | ------- | ------- |
| 1       | Noé Roth           | SUI     | 386     |
| 2       | Pavel Krotov       | RUS     | 334     |
| 3       | Maksim Boerov      | RUS     | 323     |
| 4       | Pirmin Werner      | SUI     | 284     |
| 5       | Lewis Irving       | CAN     | 267     |
| 6       | Christopher Lillis | USA     | 225     |
| 7       | Qi Guangpu         | CHN     | 222     |
| 8       | Jia Zongyang       | CHN     | 213     |
| 9       | Maksim Goestik     | BLR     | 204     |
| 10      | Justin Schoenefeld | USA     | 194     |

| Halfpipe | Halfpipe      | Halfpipe | Halfpipe |
| #        | Naam          | Land     | Punten   |
| -------- | ------------- | -------- | -------- |
| 1        | Aaron Blunck  | USA      | 340      |
| 2        | Noah Bowman   | CAN      | 320      |
| 3        | Birk Irving   | USA      | 260      |
| 4        | Brendan McKay | CAN      | 215      |
| 5        | Lyman Currier | USA      | 178      |
| 6        | Taylor Seaton | USA      | 166      |
| 7        | David Wise    | USA      | 156      |
| 8        | Jaxin Hoerter | USA      | 145      |
| 9        | Hunter Hess   | USA      | 117      |
| 10       | Gus Kenworthy | GBR      | 100      |

| Moguls | Moguls           | Moguls | Moguls |
| #      | Naam             | Land   | Punten |
| ------ | ---------------- | ------ | ------ |
| 1      | Mikaël Kingsbury | CAN    | 940    |
| 2      | Ikuma Horishima  | JPN    | 639    |
| 3      | Benjamin Cavet   | FRA    | 531    |
| 4      | Dmitri Reiherd   | KAZ    | 362    |
| 5      | Matt Graham      | AUS    | 331    |
| 6      | Laurent Dumais   | CAN    | 299    |
| 7      | Walter Wallberg  | SWE    | 284    |
| 8      | Sacha Theocharis | FRA    | 271    |
| 9      | Oskar Elofsson   | SWE    | 249    |
| 10     | Felix Elofsson   | SWE    | 236    |

| Slopestyle | Slopestyle       | Slopestyle | Slopestyle |
| #          | Naam             | Land       | Punten     |
| ---------- | ---------------- | ---------- | ---------- |
| 1          | Andri Ragettli   | SUI        | 265        |
| 2          | Colby Stevenson  | USA        | 220        |
| 3          | Fabian Bösch     | SUI        | 199        |
| 4          | Birk Ruud        | NOR        | 158        |
| 5          | Mark Hendrickson | CAN        | 146        |
| 6          | Etienne Gagnon   | CAN        | 128        |
| 7          | Deven Fagan      | USA        | 116        |
| 8          | Jesper Tjäder    | SWE        | 112        |
| 9          | Cody Laplante    | USA        | 112        |
| 10         | Nick Goepper     | USA        | 100        |

## Vrouwen

### Wedstrijden
| Datum      | Plaats                | Onderdeel   | Eerste                       | Tweede                       | Derde                        |
| ---------- | --------------------- | ----------- | ---------------------------- | ---------------------------- | ---------------------------- |
| 07/09/2019 | Cardrona              | Halfpipe    | Zhang Kexin                  | Eileen Gu                    | Valeria Demidova             |
| 03/11/2019 | Modena                | Big air     | Mathilde Gremaud             | Giulia Tanno                 | Dara Howell                  |
| 23/11/2019 | Stubai                | Slopestyle  | Afgelast                     | Afgelast                     | Afgelast                     |
| 06/12/2019 | Val Thorens           | Skicross    | Sandra Näslund               | Courtney Hoffos              | India Sherret                |
| 07/12/2019 | Val Thorens           | Skicross    | Fanny Smith                  | Sandra Näslund               | Courtney Hoffos              |
| 07/12/2019 | Ruka                  | Moguls      | Perrine Laffont              | Anri Kawamura                | Britteny Cox                 |
| 13/12/2019 | Copper Mountain       | Halfpipe    | Zoe Atkin                    | Brita Sigourney              | Rachael Karker               |
| 14/12/2019 | Beijing               | Big air     | Johanne Killi                | Giulia Tanno                 | Silvia Bertagna              |
| 14/12/2019 | Montafon              | Skicross    | Marielle Thompson            | Sandra Näslund               | Courtney Hoffos              |
| 14/12/2019 | Thaiwoo               | Moguls      | Perrine Laffont              | Joelia Galysjeva             | Justine Dufour-Lapointe      |
| 15/12/2019 | Thaiwoo               | Dual moguls | Perrine Laffont              | Jaelin Kauf                  | Hannah Soar                  |
| 17/12/2019 | Arosa                 | Skicross    | Marielle Thompson            | Fanny Smith                  | Sandra Näslund               |
| 21/12/2019 | Atlanta               | Big air     | Mathilde Gremaud             | Giulia Tanno                 | Isabel Atkin                 |
| 21/12/2019 | Secret Garden         | Halfpipe    | Valeria Demidova             | Rachael Karker               | Li Fanghui                   |
| 21/12/2019 | Shimao Lotus Mountain | Aerials     | Xu Mengtao                   | Aleksandra Ramanoeskaja      | Laura Peel                   |
| 22/12/2019 | Shimao Lotus Mountain | Aerials     | Xu Mengtao                   | Aleksandra Ramanoeskaja      | Kong Fanyu                   |
| 21/12/2019 | Innichen              | Skicross    | Marielle Berger Sabbatel     | Sandra Näslund               | Brittany Phelan              |
| 22/12/2019 | Innichen              | Skicross    | Fanny Smith                  | Marielle Thompson            | Daniela Maier                |
| 11/01/2020 | Font-Romeu            | Slopestyle  | Tess Ledeux                  | Giulia Tanno                 | Sarah Höfflin                |
| 18/01/2020 | Seiseralm             | Slopestyle  | Caroline Claire              | Johanne Killi                | Elena Gaskell                |
| 18/01/2020 | Nakiska               | Skicross    | Sandra Näslund               | Brittany Phelan              | Fanny Smith                  |
| 25/01/2020 | Tremblant             | Moguls      | Perrine Laffont              | Joelia Galysjeva             | Anastasia Smirnova           |
| 25/01/2020 | Idre Fjäll            | Skicross    | Fanny Smith                  | Sandra Näslund               | Brittany Phelan              |
| 26/01/2020 | Idre Fjäll            | Skicross    | Sandra Näslund               | Fanny Smith                  | Marielle Thompson            |
| 31/01/2020 | Mammoth               | Slopestyle  | Sarah Höfflin                | Isabel Atkin                 | Maggie Voisin                |
| 01/02/2020 | Mammoth               | Halfpipe    | Cassie Sharpe                | Valeria Demidova             | Rachael Karker               |
| 01/02/2020 | Megève                | Skicross    | Marielle Thompson            | Sandra Näslund               | Alexandra Edebo              |
| 01/02/2020 | Calgary               | Moguls      | Perrine Laffont              | Joelia Galysjeva             | Justine Dufour-Lapointe      |
| 06/02/2020 | Deer Valley           | Moguls      | Perrine Laffont              | Jakara Anthony               | Justine Dufour-Lapointe      |
| 07/02/2020 | Deer Valley           | Aerials     | Aleksandra Ramanoeskaja      | Megan Nick                   | Abbey Willcox                |
| 08/02/2020 | Deer Valley           | Dual moguls | Justine Dufour-Lapointe      | Hannah Soar                  | Jaelin Kauf                  |
| 08/02/2020 | Feldberg              | Skicross    | Afgelast                     | Afgelast                     | Afgelast                     |
| 09/02/2020 | Feldberg              | Skicross    | Afgelast                     | Afgelast                     | Afgelast                     |
| 14/02/2020 | Calgary               | Halfpipe    | Eileen Gu                    | Rachael Karker               | Valeria Demidova             |
| 15/02/2020 | Calgary               | Slopestyle  | Eileen Gu                    | Mathilde Gremaud             | Megan Oldham                 |
| 15/02/2020 | Moskou                | Aerials     | Hanna Hoeskova               | Laura Peel                   | Sofia Aleksejeva             |
| 22/02/2020 | Minsk                 | Aerials     | Laura Peel                   | Xu Mengtao                   | Xu Sicun                     |
| 22/02/2020 | Tazawako              | Moguls      | Perrine Laffont              | Junko Hoshino                | Jakara Anthony               |
| 23/02/2020 | Tazawako              | Dual moguls | Afgelast                     | Afgelast                     | Afgelast                     |
| 23/02/2020 | Sunny Valley          | Skicross    | Fanny Smith                  | Marielle Berger Sabbatel     | Daniela Maier                |
| 28/02/2020 | Almaty                | Aerials     | Nadia Mochnatska             | Megan Nick                   | Zjanbota Aldabergenova       |
| 01/03/2020 | Almaty                | Dual moguls | Jaelin Kauf                  | Jakara Anthony               | Perrine Laffont              |
| 29/02/2020 | Deštné                | Big air     | Afgelast                     | Afgelast                     | Afgelast                     |
| 07/03/2020 | Krasnojarsk           | Dual Moguls | Perrine Laffont              | Jakara Anthony               | Jaelin Kauf                  |
| 08/03/2020 | Krasnojarsk           | Aerials     | Laura Peel                   | Xu Sicun                     | Ashley Caldwell              |
| 14/03/2020 | Veysonnaz             | Skicross    | Afgelast vanwege coronavirus | Afgelast vanwege coronavirus | Afgelast vanwege coronavirus |
| 14/03/2020 | Idre Fjäll            | Moguls      | Afgelast vanwege coronavirus | Afgelast vanwege coronavirus | Afgelast vanwege coronavirus |
| 15/03/2020 | Idre Fjäll            | Dual moguls | Afgelast vanwege coronavirus | Afgelast vanwege coronavirus | Afgelast vanwege coronavirus |
| 21/03/2020 | Silvaplana            | Slopestyle  | Afgelast vanwege coronavirus | Afgelast vanwege coronavirus | Afgelast vanwege coronavirus |

### Eindstanden
| Algemeen | Algemeen          | Algemeen | Algemeen |
| #        | Naam              | Land     | Punten   |
| -------- | ----------------- | -------- | -------- |
| 1        | Perrine Laffont   | FRA      | 89,60    |
| 2        | Sandra Näslund    | SWE      | 77,73    |
| 3        | Fanny Smith       | SUI      | 72,36    |
| 4        | Valeria Demidova  | RUS      | 69,00    |
| 5        | Laura Peel        | AUS      | 67,00    |
| 6        | Marielle Thompson | CAN      | 64,45    |
| 7        | Jakara Anthony    | AUS      | 56,40    |
| 8        | Rachael Karker    | CAN      | 56,00    |
| 9        | Zhang Kexin       | CHN      | 54,40    |
| 10       | Xu Mengtao        | CHN      | 50,14    |

| Skicross | Skicross                 | Skicross | Skicross |
| #        | Naam                     | Land     | Punten   |
| -------- | ------------------------ | -------- | -------- |
| 1        | Sandra Näslund           | SWE      | 855      |
| 2        | Fanny Smith              | SUI      | 796      |
| 3        | Marielle Thompson        | CAN      | 709      |
| 4        | Marielle Berger Sabbatel | FRA      | 503      |
| 5        | Alexandra Edebo          | SWE      | 445      |
| 6        | Brittany Phelan          | CAN      | 440      |
| 7        | Daniela Maier            | GER      | 360      |
| 8        | Katrin Ofner             | AUT      | 310      |
| 9        | Sami Kennedy-Sim         | AUS      | 300      |
| 10       | India Sherret            | CAN      | 284      |

| Big air | Big air          | Big air | Big air |
| #       | Naam             | Land    | Punten  |
| ------- | ---------------- | ------- | ------- |
| 1       | Giulia Tanno     | SUI     | 240     |
| 2       | Mathilde Gremaud | SUI     | 200     |
| 3       | Johanne Killi    | NOR     | 195     |
| 4       | Megan Oldham     | CAN     | 121     |
| 5       | Silvia Bertagna  | ITA     | 115     |
| 6       | Dara Howell      | CAN     | 100     |
| 7       | Margaux Hackett  | NZL     | 100     |
| 8       | Lara Wolf        | AUT     | 78      |
| 9       | Lou Barin        | FRA     | 69      |
| 10      | Sarah Höfflin    | SUI     | 65      |

| Aerials | Aerials                 | Aerials | Aerials |
| #       | Naam                    | Land    | Punten  |
| ------- | ----------------------- | ------- | ------- |
| 1       | Laura Peel              | AUS     | 469     |
| 2       | Xu Mengtao              | CHN     | 351     |
| 3       | Aleksandra Ramanoeskaja | BLR     | 260     |
| 4       | Megan Nick              | USA     | 254     |
| 5       | Xu Sicun                | CHN     | 214     |
| 6       | Kong Fanyu              | CHN     | 212     |
| 7       | Abbey Willcox           | AUS     | 181     |
| 8       | Xu Nuo                  | CHN     | 178     |
| 9       | Hanna Hoeskova          | BLR     | 173     |
| 10      | Winter Vinecki          | USA     | 168     |

| Halfpipe | Halfpipe         | Halfpipe | Halfpipe |
| #        | Naam             | Land     | Punten   |
| -------- | ---------------- | -------- | -------- |
| 1        | Valeria Demidova | RUS      | 300      |
| 2        | Rachael Karker   | CAN      | 280      |
| 3        | Zhang Kexin      | CHN      | 240      |
| 4        | Li Fanghui       | CHN      | 205      |
| 5        | Eileen Gu        | CHN      | 180      |
| 6        | Brita Sigourney  | USA      | 166      |
| 7        | Zoe Atkin        | GBR      | 158      |
| 8        | Devin Logan      | USA      | 142      |
| 9        | Jang Yu-jin      | KOR      | 133      |
| 10       | Abigale Hansen   | USA      | 123      |

| Moguls | Moguls                  | Moguls | Moguls |
| #      | Naam                    | Land   | Punten |
| ------ | ----------------------- | ------ | ------ |
| 1      | Perrine Laffont         | FRA    | 896    |
| 2      | Jakara Anthony          | AUS    | 564    |
| 3      | Jaelin Kauf             | USA    | 470    |
| 4      | Justine Dufour-Lapointe | CAN    | 460    |
| 5      | Hannah Soar             | USA    | 423    |
| 6      | Joelia Galysjeva        | KAZ    | 375    |
| 7      | Anri Kawamura           | JPN    | 344    |
| 8      | Kisara Sumiyoshi        | JPN    | 306    |
| 9      | Anastasia Smirnova      | RUS    | 276    |
| 10     | Tess Johnson            | USA    | 274    |

| Slopestyle | Slopestyle       | Slopestyle | Slopestyle |
| #          | Naam             | Land       | Punten     |
| ---------- | ---------------- | ---------- | ---------- |
| 1          | Sarah Höfflin    | SUI        | 192        |
| 2          | Marin Hamill     | USA        | 161        |
| 3          | Johanne Killi    | NOR        | 154        |
| 4          | Mathilde Gremaud | SUI        | 146        |
| 5          | Giulia Tanno     | SUI        | 133        |
| 6          | Caroline Claire  | USA        | 122        |
| 7          | Sandra Eie       | NOR        | 121        |
| 8          | Elena Gaskell    | CAN        | 114        |
| 9          | Rell Harwood     | USA        | 108        |
| 10         | Olivia Asselin   | CAN        | 107        |

## Uitzendrechten
- Canada: CBC Sports[2]
- Duitsland: ARD/ZDF[3]
- Finland: Yle
- Nederland: Ziggo Sport
- Noorwegen: NRK
- Zweden: SVT[4][5]
- Zwitserland: SRG SSR[6]